# Sarıhan
Koordinaten: 38° 42′ 42″ N, 34° 54′ 32″ O
Der Sarıhan (türkisch Gelber Han, auch Saruhan) ist eine seldschukische Karawanserei in Kappadokien in der Türkei. Er liegt etwa sechs Kilometer östlich von Avanos in der Provinz Nevşehir südlich des Kızılırmak.

## Entstehung
Die Karawanserei wurde im 13. Jahrhundert unter der Herrschaft İzzeddin Keykavus’ II. (reg. 1246–1257), Sultan der Rum-Seldschuken, erbaut. Sie ist eine von zahlreichen Karawansereien an der seldschukischen Handelsroute von Konya über Aksaray nach Kayseri. Die Straße war unter dem Namen Ulu Yol (Große Straße) bekannt und teilte sich in Kayseri auf in eine nordöstliche Route über Sivas und Erzurum in den Iran und eine südöstliche über Malatya, Diyarbakır und Van nach Mesopotamien. Römische und byzantinische Spolien in den Hans an dieser Straße lassen es wahrscheinlich erscheinen, dass die Karawansereien zumindest teilweise militärischen Straßenposten oder Herbergen aus dieser Zeit entsprechen.

## Aufbau
Der Han ist etwa ost-westlich und parallel zur damaligen und zur heutigen Straße angelegt, der Eingang ist auf der Ostseite in Richtung Kayseri. Das Gebäude misst in Ost-West-Richtung etwa 90 m, in Nord-Süd-Richtung 60 m. Im Osten liegt das reich ornamentierte Portal, das zwei Meter aus der Außenwand hervorspringt. Durch das Tor betritt man den Hof, an den sich westlich die Haupthalle anschließt. Über dem Portal liegt eine Moschee (Mescit) mit einer fächerförmigen, mit Muqarnas dekorierten Kuppel und einem Mihrab (Gebetsnische) in der Südwand. An der Südseite des Hofes liegen offene, durch Bögen getrennte Räume, die wohl als Ställe verwendet wurden. Auf der Nordseite liegen sieben geschlossene Räume, die zum Teil durch aufwendig gestaltete Türen vom Hof zu betreten sind. Die drei westlichen sind abgeschlossene Räume, die vier östlichen sind miteinander verbunden. In einem davon wurden Wasserleitungen gefunden, was darauf schließen lässt, dass hier Baderäume enthalten waren. In der Nordostecke des Hofes führen zwei Treppen an der Innenwand zur Moschee und auf das Dach des Gebäudes. Im Westen des Hofes führt ein weiteres Portal in die etwa 25 × 25 m messende Haupthalle. Sie ist mit einer einfachen zentralen Kuppel ausgestattet und besitzt ein Mittelschiff und beiderseits davon je fünf Querschiffe.
Das Bauwerk ist aus gelben Steinen gebaut, die dem Han den Namen geben. Am Hallenportal und bei den Dachbögen in der Halle bilden abwechselnd helle und dunkle Steine dekorative Muster. Das Gebäude wurde in den späten 1980er Jahren aufwendig restauriert, wobei die gleiche Steinart wie beim Originalbau verwendet wurde.
Heute werden im Innenhof des Sarıhan regelmäßig Derwisch-Tanzvorführungen veranstaltet.

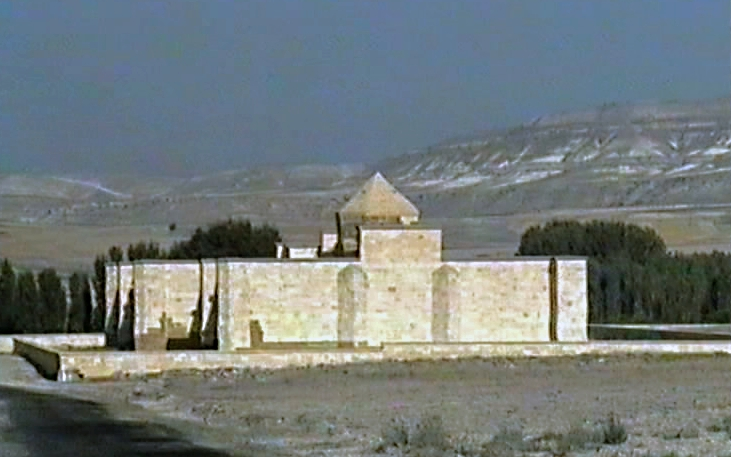
Karawanserei von Westen
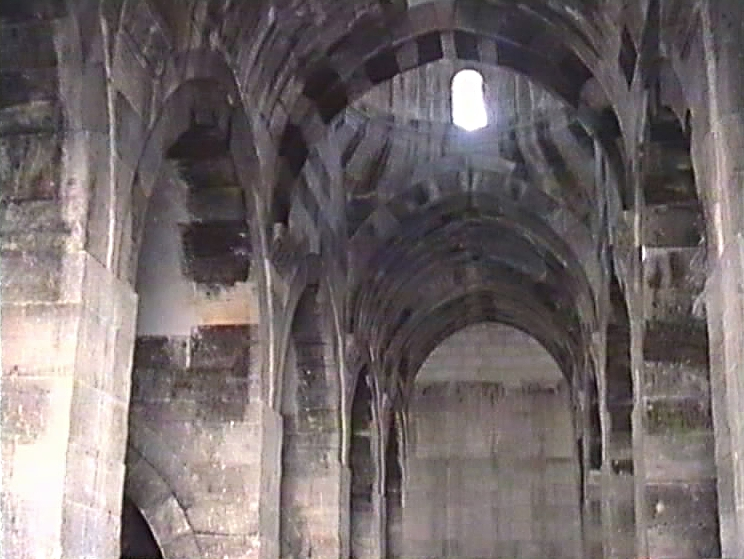
Mittelschiff der Halle
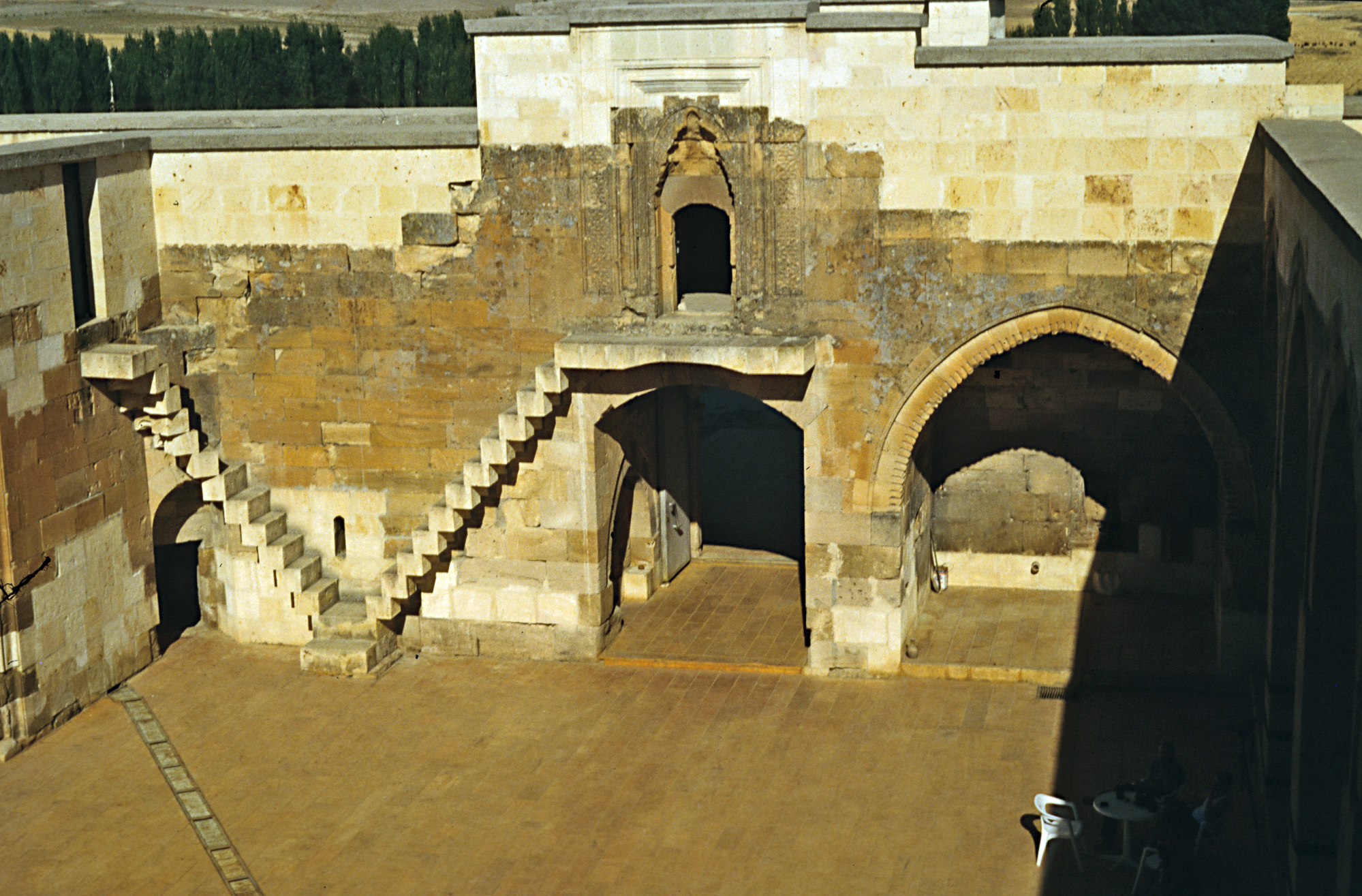
Innenhof mit Ostmauer und Treppenaufgängen zur Moschee und aufs Dach